# Brana
Brana je hidrotehnička građevina izgrađena preko riječne doline ili korita radi iskorištavanja vodene mase; rjeđe se naziva pregrada. Branom se stvara umjetno (akumulacijsko jezero) ili retencija (privremeno zadržavanje vode), kojemu je namjena upravljanje (regulacija) vodnog toka radi učinkovitije obrane od poplava i korištenja vode za vodoopskrbu, natapanje, proizvodnju električne energije (hidroelektrana), plovidbu i rekreaciju.
Osnovni su dijelovi brane: tijelo, preljev, ispusti i slapišta. Tijelo brane preuzima tlak vode i druge sile koje djeluju na branu i prenosi ih preko temeljne površine na dno i bokove riječne doline ili korita. Gornji dio tijela završava krunom brane, a to je najviša površina brane, obično poslužna cesta ili pješačka staza. Donji i bočni dijelovi tijela učvršćeni su u dno i bokove riječne doline ili korita, a završavaju temeljnom površinom, što je najniža površina brane. Preljevi su smješteni na najvišoj visini umjetnog jezera i služe za odvod (evakuaciju) poplavnih voda iz jezera u riječno korito. Tako se kruna brane štiti od prelijevanja. Voda se preko preljeva može prelijevati slobodno ili je prelijevanje kontrolirano zapornicama. Preljevi s otvorenim odvodnim koritom smještaju se na tijelo brane ili bok umjetnog jezera, a preljevi s uspravnim preljevnim oknom i vodoravnim odvodnim tunelom smještaju se unutar umjetnog jezera. Ispusti služe za pražnjenje umjetnog jezera, za iskorištavanje vode iz jezera, a kroz njih se može iz jezera ispirati i nataloženi nanos. Za kontrolu ispuštanja vode kroz ispuste služe zapornice. Ispusti prolaze kroz tijelo brane ili bočni dio pregradnoga mjesta brane. Slapišta služe za rasipanje energije vodenoga mlaza koji prelazi preko preljeva ili kroz ispust, čime se sprječava razaranje riječnoga korita i potkopavanje temelja brane. To su bazeni kojima su odvodna korita preljeva i ispusta spojena s prirodnim koritom rijeke. Po potrebi se uz brane grade i korita za propuštanje drva, riblje staze, brodske prevodnice i druge građevine, kojima je svrha da omoguće one korisne djelatnosti rijeke što ih je brana presijecanjem vodenog toka onemogućila. Radi praćenja stanja brane i poduzimanja mogućih mjera kako bi se spriječila oštećenja ili rušenje brane, stalno se promatraju sva zbivanja u vezi s branom i njezinim okolišem (pomaci i naprezanja brane i temeljnog tla, meteorološke i hidrološke prilike, seizmološka djelovanja, mjerenje deformacija).
Prema veličini i složenosti gradnje, brane se dijele na velike i ostale. Velike brane jesu one koje su više od 15 metara (mjereno od najniže točke temeljne površine do krune) i brane visine između 10 i 15 metara, koje zadovoljavaju barem jedan od sljedećih uvjeta: kruna dulja od 500 metara, obujam umjetnog jezera dobivenog gradnjom brane veći od 1 milijun m³, najveća poplavna voda koja se propušta preko preljeva brane veća od 2 000 m³/s, posebno složeni uvjeti temeljenja brane, brana netipičnog rješenja. Prema načinu gradnje i materijalu, brane se dijele na nasute, betonske i zidane kamenom, koje su danas vrlo rijetke.

## Povijest
Prve brane pojavljuju se u Mezopotamiji i Srednjem istoku, gdje su se gradile za kontrolu vodenog toka rijeka Tigris i Eufrat koje su znale biti vrlo nepredvidive. Prva poznata brana bila je Brana Jawa, u Jordanu, oko 100 km sjeveroistočno od glavnog grada Ammana. Ova gravitacijska nasuta brana bila je visoka 4,5 m, široka oko 1 m i duga oko 50 m. Datira oko 3000. godine pr. Kr. U drevnom Egiptu bila je sagrađena Brana Sadd-el-Kafara, 25 km južno od Kaira. Bila je 102 m duga i 87 m široka, a sagrađena je oko 2800. ili 2600. godine pr. Kr.
Stari Rimljani bili su poznati po tome što su mogli organizirati velika gradilišta, tako da su izgradili veliki broj brana. Stvarali su umjetna jezera za opskrbu vodom u sušnom razdoblju, a upotrebljavali su mort i rimski beton, tako da su mogli sagraditi i veće objekte. Njihova najviša brana je bila Brana Subiaco, u blizini Rima, koja je bila visoka 50 m. Poznat je i Valerijanov most ili Band-e Kaisar u Iranu, koji je bio dio brane.
Brana Kallanai je masivna brana od neobrađenog kamena, duga preko 300 m, 4,5 m visoka i široka 20 m, na rijeci Kaveri, u indijskoj državi Tamil Nadu, koja je najveća stara brana koja je i danas u upotrebi, a sagrađena je u 1. stoljeću. Namjena je preusmjeriti rijeku za navodnjavanje.
Du Jiang Yan je najstariji sustav za navodnjavanje, koji u sebi ima branu, a završen je 251. godine. Nalazi se u provinciji Anhui (Kina) i sadrži ogromno umjetno jezero za navodnjavanje, koje ima opseg oko 100 km, a koristi se i danas.
Procjenjuje se da danas ima oko 800.000 brana širom svijeta, od toga 40.000 preko 15 m visine.

## Vrste brana
Razina podignutoga vodostaja zove se uspor, a visina, za koju se vodostaj povrh brane podigao nad svoju prvobitnu razinu, usporna visina. Brana je temeljna, ako joj je kruna niža od razine neusporenog prirodnog vodostaja, u protivnom slučaju ona je slapna.
Brane mogu biti stalne, pokretne ili mješovite. Stalne brane u cijelosti su nepomične masivne građevine, kojima se ne može regulirati vodostaj uzvodno od brane, a suvišak vode se prelijeva preko krune brane. Brane mogu biti nasute, od kamena (danas rijetko) ili armirano-betonske. Ako se vodostaj ne može regulirati, podižu se stalne brane većinom samo u gornjem toku planinskih vodotoka ili u duboko usječenim koritima, gdje dizanje vodostaja kod prelijevanja velikih voda ne prouzrokuje štete na obalnom području. Stalne se brane grade do visine od približno 15 m; ako im je visina veća ili ako zatvaraju dolinu u brdovitom terenu, zovu se dolinske pregrade, a ako se grade od zemljanog nasipa, zovu se usporni nasipi. Brane visine do 15 m nazivaju se niske, više od toga nazivaju se visoke. Pokretne brane sastoje se od pokretnih konstrukcija, tzv. zapornica, smještenih među stupovima. Dizanjem ili spuštanjem zapornica otvara se proticajni presjek vodotoka među stupovima. Tako se regulira proticanje vode kroz branu, a time i vodostaj uzvodno od brane.

### Vrste brana prema visini
Razlikuju se niske i visoke brane. Prema međunarodnom standardu (engl. International Commission on Large Dams, ICOLD), u visoke brane spadaju sve one brane čija visina od temelja do krune iznosi više od 15 m, kao i one više od 10 m koje imaju dužinu po kruni veću od 500 m, veće umjetno jezero od 100.000 m3, ili ako preko njih treba propuštati količinu vode veću od 2000 m3/s. Sve druge brane smatraju se niskima.

#### Niske brane
Niska brana predstavlja građevinu koja uglavnom ima zadatak da skreće vodni tok ili da podiže vodostaj u koritu i na taj način omogući plovidbu. Svaka niska brana stvara koncentraciju pada i time omogućava iskorištenje vodne snage, može se iskoristiti za vodene sportove, može služiti i za zadržavanje nanosa, za sprječavanje erozije i sl. Niske brane služe i za skretanje vode radi napajanja kanala za navodnjavanje polja, kanala za opskrbu industrijskih postrojenja, plovnih kanala, kao i tunela koji odvode vodu do hidroelektrana.

#### Visoke brane
Visoke brane služe za stvaranje umjetnog jezera, koje se može upotrijebiti za pogon hidroelektrane, navodnjavanje ili dulju plovidbu. Brana Lokvarka ima visinu 52 m i služi za pogon HE Vinodol. Najviša brana na svijetu je Brana Nurek u Tadžikistanu.

### Vrste brana prema materijalu
Prema materijalu od kojeg se grade brane razlikuju se masivne brane od kamena ili betonskih blokova zidanih u suho, od kamena u mortu, od betona i od armiranog betona, te nasute brane od zemlje, pijeska, šljunka ili kamena.

#### Betonske brane
Betonska brana može se graditi od običnog i armiranog betona. Postoje tri osnovna tipa velikih betonskih brana: gravitacijske, lučne i raščlanjene.

#### Masivne brane
Na masivnoj pregradi razlikuju se uzvodni dio (izdignut iznad korita) ili tijelo brane, koje se suprotstavlja tlaku vode, i nizvodni dio, manje više u obliku ploče položene po koritu, koji se zove slapište. Prednji uzvodni dio, obično okomit, produžuje se do stjenovite ili nepropusne podloge preko priboja ili pražnog zida. Na isti način se završava i prag slapišta na nizvodnom dijelu.
Masivne brane stalnog karaktera danas se grade isključivo od betona. Glavni problem u vezi s ovim branama predstavlja propuštanje velike količine vode. Problem se rješava ostavljanjem protočnih polja ili preljeva u tijelu brane, na kojima se smještaju pokretne ustave ili zapornice. Visina ustava, širina i broj protočnih polja zavise od topografskih i hidroloških uvjeta; one mogu obuhvaćati cijelu dužinu brane ili samo jedan dio. Širina jednog polja može iznositi do 50 m, kod valjkastog tipa ustava. Kod drugih ona obično ne prelazi 30 m. Najviše ustave ne prelaze visinu od 20 m.

#### Nasute brane
Nasuta brana načinjena je od prirodnog materijala iskopanog uglavnom u blizini gradilišta (glina, šljunak, pijesak, kamen i slično). To je najstarija poznata vrsta brana, a gradila se i prije više tisuća godina. Uz prikladnu pripremu temelja, osiguranje vododrživosti i hidraulične stabilnosti temeljnog tla može se primijeniti na svim tlima. Vododrživost se ostvaruje primjenom materijala koji slabo propušta vodu ili ugradnjom vodonepropusna dijela u tijelo brane (jezgra), ili pak na uzvodnu kosinu. Uzvodna se kosina osigurava od djelovanja valova kamenom ili drugom oblogom, a nizvodna od djelovanja erozije od oborinske vode zatravljivanjem ili kamenom oblogom. Da se osigura hidraulična stabilnost, tijelo brane sadrži drenažni sustav. Iz sigurnosti se preljev i ispusti izvode pretežno izvan brane.
One se mogu podijeliti u dvije grupe: zemljane brane od homogenog materijala, te zemljane i kamene brane od nehomogenog materijala. Grade se ili na stijeni ili na zemljanom tlu. Nisu jako osjetljive na nejednolika slijeganja, kao ni na potrese. Materijal od kojeg se grade, uvijek u izvjesnoj mjeri propušta vodu, pa postoji procjeđivanje iz gornje u donju vodu. Zbog toga je brana do depresijske linije zasićena vodom, a iznad te linije diže se još kapilarna voda. Ako je temeljni sloj nepropusan, voda izlazi na nizvodnoj strani kao izvor. Da bi se ovo spriječilo, postavlja se drenaža.

### Vrste brana prema načinu suprotstavljanja tlaku vode
Prema načinu suprotstavljanja tlaku vode mogu biti gravitacijske, lučne, rasčlanjene i pokretne.

#### Gravitacijske brane
Gravitacijska brana suprotstavlja se vlastitom težinom tlaku vode, pa zato tijelo brane ima velik obujam i vrlo širok temelj. Osnovni je oblik poprečnog presjeka gravitacijske brane trokut. Temelji se na dobrome temeljnom tlu, najčešće na stijeni, a na šljunku se mogu temeljiti brane manjih visina. Vododrživost akumulacije i smanjenje tlaka vode na temeljnu površinu ostvaruje se injekcijskom zavjesom na uzvodnoj strani brane, a katkad i odvodnjom bunarima izvedenima neposredno nizvodno od injekcijske zavjese. Radi praćenja stanja brane i mogućnosti dopunskog injektiranja, izvode se kontrolne (injekcijske) galerije po konturi temeljne površine na uzvodnoj strani. Na branama višima od 40 metara grade se i vodoravne kontrolne galerije na približno svakih 25 do 40 metara visine. Najčešće se preljev i ispusti izvode na samoj brani, odnosno u tijelu brane. Kako bi se smanjila dopunska naprezanja zbog stezanja betona, ugrađivanje se provodi u blokovima (15 do 20 metara) koji se spajaju brtvama, tijekom građenja hlade se agregat i voda, a gradi se i od betona koji razvija manju hidratacijsku toplinu. Na svaku branu djeluju vanjske sile kao što je tlak na uzvodnoj strani, uzgon vode na spojnici između temelja i tla, tlak leda u umjetnom jezeru (u hladnim predjelima), tlak zemlje i tlak istaloženog nanosa (mulj). Od unutrašnjih sila na branu djeluje vlastita težina, tlak vode u porama (kapilare), sile koje nastaju zbog promjene temperature betona i sile zbog skupljanja betona (zaostala naprezanja).

#### Lučne brane
Lučna brana mnogo je tanja od gravitacijske; građena je kao zakrivljena vitka ploča učvršćena za okolni teren, tako da se veći dio opterećenja usporenom vodom prenosi na bokove doline, gdje je brana oslonjena i vezana o čvrste stijene. Lučnom se branom pregrađuju uske doline s dobrim uvjetima temeljenja. Na osnovi omjera debljine brane u nožici i visine brane razlikuju se tankostjena (manja od 0,2), debelostjena (od 0,2 do 0,4) i lučno-gravitacijska brana (od 0,4 do 0,6). Tankostjene lučne brane grade se od armiranog, a ostale od običnog betona koji se armira samo u oslabljenim presjecima (preljev, ispusti, galerije i slično). Radi praćenja stanja brane i mogućnosti dopunskog injektiranja, izvode se kontrolne galerije kao i kod gravitacijske brane. Preljev i ispusti izvode se najčešće na samoj brani, odnosno u tijelu brane. Ako imaju i neke elemente gravitacijske brane, onda se zovu lučno-gravitacijske brane, a ako su dio rotacijskih tijela raznog oblika, zovu se ljuskaste ili kupolne brane. Lučne brane nastale su s idejom da se uštedi na troškovima materijala i vremenu gradnje. Zbog smanjenih mjera imaju mnogo veće deformacije, pa je za njih od velikog značaja i pitanje čvrstoće betona.

#### Rasčlanjene brane
Raščlanjena brana često se gradi u širokim dolinama. Taj se tip brane sastoji od teških stupova (kontrafora) temeljenih u koritu doline, koji se na uzvodnoj strani proširuju u glave stupova ili je na njih oslonjena uzvodna konstrukcija od ploča, niza manjih lukova ili kupola. Rade se na dobrome temeljnom tlu. Rasčlanjene brane se sastoje od više dijelova. Obično su to stupovi ili potpore na koje se oslanjaju ploče ili svodovi. Svaki od stupova mora na tlo prenositi opterećenje jednog polja. Ideja je isto ušteda na troškovima materijala i vremenu gradnje, kada se ne mogu izvesti lučne brane. Uglavnom se razlikuju tri tipa brana s međusobno odijeljenim elementima:
- olakšane gravitacijske brane,
- nagnute ploče oslonjene na potpore ili kontrafore,
- lukovi oslonjeni na potpore ili kontrafore.

#### Pokretne brane
Posebna vrsta brane, nazvana pokretnom, ima pokretne dijelove, zapornice, kojima se u cijelosti ostvaruje uspor vode. Zapornicama se u umjetnom jezeru zadržavaju mali i srednji protoci, a poplavne se vode podizanjem zapornice propuštaju kroz branu. Betonska konstrukcija služi samo za oslanjanje zapornica i spoj s bočnim nasutim dijelovima brane. Te su brane manje visine, koja je ograničena mogućnostima izvedbe zapornice. Grade se često na nizinskim dijelovima rijeka na kojima se, uz pokretnu branu smještenu u koritu rijeke, umjetno jezero ostvaruje popratnim nasipima uzduž riječnoga korita.

## Dijelovi brane

### Preljev brane
Preljev ili izljev se sastoji od protočnih polja u tijelu brane, na kojima se smještaju pokretne ustave ili zapornice. Visina ustava, širina i broj protočnih polja zavise od topografskih i hidroloških uvjeta; one mogu obuhvaćati cijelu dužinu brane ili samo jedan dio. Širina jednog polja može iznositi do 50 m, kod valjkastog tipa ustava. Kod drugih ona obično ne prelazi 30 m. Najviše ustave ne prelaze visinu od 20 m.

### Zapornice
Zapornica služi za regulaciju protoka vode na preljevu brane. Za regulaciju protoka vode kroz temeljne ispuste služi zatvarač. Preljev brane se sastoji od protočnih polja u tijelu brane, na kojima se smještaju pokretne zapornice. Ustava je svaki vodeni kanal u kojem se regulira visina vode, a to se obično izvodi pomoću zapornica. Visina ustava, širina i broj protočnih polja zavise od topografskih i hidroloških uvjeta; one mogu obuhvaćati cijelu dužinu brane ili samo jedan dio. Širina jednog polja može iznositi do 50 m, kod valjkastog tipa zapornicama. Kod drugih ona obično ne prelazi 30 m. Najviše zapornice ne prelaze visinu od 20 m.

### Umjetno jezero
Rezervoar (francuski: réservoir) je umjetno jezero stvoreno potapanjem područja iza brane. Neka od najvećih svjetskih jezera su rezervoari. Umjetna jezera također mogu biti namjerno napravljena iskopavanjem ili potapanjem otvorenih rudnika. Mora se odrediti najbolje mjesto za gradnju brane. Geodeti moraju pronaći riječne doline koje su duboke i uske; bočne strane doline tada mogu imati ulogu prirodnih zidova.

## Gradnja brane

### Istražni radovi
Osnovni uvjet za sigurnost brane je prikladno i savjesno izvođenje temelja, na mjestu koje je po geomorfološkim, litološkim i strukturnim uvjetima prikladno za primanje konstrukcije brane. Ovisno o tipu brane, teren treba imati određena svojstva s gledišta stabilnosti, postojanosti i nepropusnosti, i to utoliko bolja ako su veća opterećenja koja će na nj djelovati. Prethodna istraživanja moraju obuhvaćati detaljna geološka snimanja, bušenja, istraživanja geotehničkih osobina stijena, stupnja karstifikacije, hidrologije terena, pa je potreban tim stručnjaka različitih profila. Naravno, s razvojem znanja proširio se i raspon potrebnih istraživačkih radova, a time i troškovi za njihovo izvršenje. Studije se ne smiju vršiti na brzinu, pa je za njih potrebno i nekoliko godina.
Studije i istraživanja moraju obuhvaćati i cijelo područje budućeg umjetnog jezera. Ova ispitivanja važna su, prije svega, za pravilno određivanje potrebne visine brane, nepropusnosti područja i potrebnih tehničkih mjera osiguranja. Ta istraživanja moraju biti naročito obimna u krškim terenima. Studije moraju obuhvatiti svu ekonomsku problematiku u vezi s potapanjem područja i preseljenjem stanovništva, kulturnih spomenika i slično.

### Gradnja masivnih brana
Masivne brane obično se grade u dvije ili više faza. Korito rijeke pregradi se najprije posebnim zagatom na onoj strani gdje su predviđeni ispusti, a kada se ovi izgrade i opreme, pušta se voda preko njih, a novim zagatom se pregradi preostali dio rijeke. Visina zagata ovisi o trajanju gradnje i o hidrološkim osobinama rijeke. Ona se izabire obično tako da se za vrijeme gradnje ne dopušta preplavljivanje jame.
Za visoke brane takav postupak nije moguć na većim rijekama, nego se problem rješava tako da se cijelo korito pregradi s pomoću uzvodne i nizvodne pomoćne brane, na dovoljnoj udaljenosti od građevinske jame, a voda se posebnim obilaznim tunelima sprovodi izvan riječnog korita.
Agregat za betoniranje brana može biti od riječnog šljunka ili od drobljenog kamena određene granulacije, koji mora biti prethodno dobro ispitan. Cement treba imati što nižu hidratacijsku toplinu, pa se portland cementu često dodaje troska iz visokih peći. Organizacija radova na betoniranju predstavlja složen problem koji treba dobro proučiti, naročito za visoke brane. Beton se ugrađuje pomoću kamiona – pumpi, toranjskih dizalica s posudama koje imaju obujam i preko 6 m3.
Pri ugradnji betona pojavljuje se i termički problem, jer temperature dostižu 40 °C, a ponekad i više, pa se mora kontrolirati termoelementima. Betoniranje blokova brane vrši se izmjenično po slojevima visine 1,5 do 2 m. Vrlo je važno koristiti vibratore s velikim brojem titraja (10.000 1/min) za zbijanje betona. Između vodoravnih slojeva nastaju radni prekidi, jer se novi sloj može betonirati tek nakon 3 do 5 dana, da bi se mogao ohladiti raniji sloj. Kada su radovi užurbani, suvišna toplina mora se odvoditi pomoću cijevi, koje se polažu na svaki vodoravni sloj i u kojima teče hladna voda. Zahtijeva se velika gustoća betona zbog bolje nepropusnosti, a za lučne brane traži se i velika čvrstoća.

## Dodatni elementi brane
Kod planiranja brana potrebno je predvidjeti brodske prevodnice, riblje staze, korita za propuštanje drva i drugo. Brodske prevodnice sastoje se od jedne ili dvije brodske komore, što ovisi o prometu na rijeci. To su obično vrlo skupi dijelovi brane, posebno kada se radi dizalo za brodove. Riblje staze su potrebne da bi se ribe kretale uzvodno ili nizvodno. Obično se sastoje od niza bazena, čija se razina postupno snižava iz gornje u donju vodu, a obično je razlika u visini najviše 4 metra. Na vrlo visokim branama, pojavljuju se i dizala za ribe.

### Brodska prevodnica
Brodska prevodnica je građevina koja služi za izravnavanje plovnog puta, odnosno omogućuje plovilima svladavanje razlike u razinama vode, koja nastaje zbog prirodnih ili umjetnih prepreka na vodnom putu. Kada je na plovnom putu potrebno dignuti ili spustiti plovilo za visinu plovne stepenice, to se može ostvariti pomoću:
- brodske prevodnice
- brodskog dizala
- brodske uspinjače

Iskustvo pokazuje da je granica primjene brodske prevodnice visinska razlika od 20 do 25 m na zemljanom tlu, odnosno 30 do 35 m na stjenovitom tlu. Nizom brodskih prevodnica se može svladati visinska razlika od 40 do 60 m. Za visinske razlike veće od 70 m najčešće je opravdana upotreba brodskog dizala.

### Riblja staza
Riblja staza je hidrotehnička građevina koja obilazi brane, ustave i brodske prevodnice,a omogućuje ribama koje se sele, da stignu do mjesta za mriještenje. Obično ribe prelaze riblje staze plivanjem ili preskakivanjem, do druge strane pregrade. Brzina protoka vode mora biti dovoljna da ribe mogu preći prepreke, ali ne smije biti prevelika da se riba ne izmori, tako je često postavljanje odmarališta na ribljim stazama.

## Rušenja brana
Do 1970. srušilo se u Americi oko 110 brana, od čega je 65% bilo nasutih. U isto vrijeme u Europi i Sjevernoj Africi srušilo se 12 brana. Sva rušenja obično prate veće ili manje nesreće. Prema jednoj statistici (Gruner) uzrok rušenja je u 40% slučajeva lom u temelju, u 23 % slučajeva nedovoljan kapacitet preljeva, u 12% slučajeva nedovoljne dimenzije brane, u 10% slučajeva neravnomjerno slijeganje, a u 15% neki drugi uzrok.
Rušenje brane se može spriječiti ako se pravovremenim promatranjem deformacija (oskultacija) utvrde poremećaji pa se može prisilno isprazniti jezero i time ublažiti nesreća ili čak sačuvati brana, ako se uklone uzroci.

### Osmatranje brane
Mjerenje deformacija ili oskultacija visokih objekata i hidroelektrana vrši se s ciljem osiguranja od mogućih iznenadnih i nepredvidivih pojava na objektima (brana i strojarnica), te zaštita okoliša i nizvodnog područja od šteta i katastrofa. Geodetsko-tehničkim praćenjem provodi se prikupljanje potrebnih podataka provedbom najpreciznijih geodetskih mjerenja, radi racionalnog održavanja objekata u toku korištenja. Bitno je da se pravovremeno zabilježe svi događaji i stanja koji bi mogli utjecati na sigurnost objekata.
Geodetska mjerenja pomaka obuhvaćaju sva mjerenja u svrhu određivanja promjene oblika objekta ili tla pod utjecajem vanjskih ili unutarnjih sila. Objekt se idealizira određenim brojem točaka, čiji se položaj određuje u odnosu na referentnu ili osnovnu geodetsku osnovu izvan područja mogućih pomaka. Geodetskim metodama određuju se promjene položaja pojedinih točaka na objektu, a deformacija se može utvrditi na temelju rezultata mjerenja pomaka. Stvarno ponašanje objekta može se utvrditi samo dobro osmišljenim i kvalitetno izvedenim opažanjima, te stručnom obradom podataka.

## Brane u Hrvatskoj
U Hrvatskoj je izgrađeno 30 velikih brana. Najstarija je brana Bajer, visine 15 metara, izgrađena 1951. na rijeci Ličanki u sklopu hidroenergetskog sustava Vinodol (Hidroelektrana Vinodol). Najviša je brana Sklope (Hidroelektrana Sklope), visine 81 metar, izgrađena 1967. na rijeci Lici u sklopu hidroenergetskog sustava Senj (Hidroelektrana Senj). Najveći protočni učin (kapacitet) preljeva, 5600 m³/s, ima brana Dubrava na rijeci Dravi (Hidroelektrana Dubrava), izgrađena 1989., a najveći protočni učin temeljnog ispusta, 220 m³/s, ima brana Peruća (Hidroelektrana Peruća), visine 65 metara, izgrađena na rijeci Cetini 1960. u sklopu hidroenergetskog sustava Cetine. Tom je branom ostvareno po obujmu i po ploštini najveće akumulacijsko jezero u Hrvatskoj (obujam 565 × 106 m³, ploština 20,1 × 106 m²). Posljednja je u Hrvatskoj izgrađena brana Lešće 2010. na rijeci Dobri (Hidroelektrana Lešće); visine je 53 metara, a duljine 180 metara. Ukupni obujam svih umjetnih jezera ostvaren izgradnjom brana iznosi 1 039,6 × 106 m3, a ploština 82,5 × 106 m2. Slijedi popis nekoliko najvećih:
| Ime brane | Godina izgradnje | Rijeka                                  | Visina (m) | Tip* | Obujam umjetnog jezera (10³ m³) | Ploština umjetnog jezera (10³ m²) |
| --------- | ---------------- | --------------------------------------- | ---------- | ---- | ------------------------------- | --------------------------------- |
| Bajer     | 1951.            | Ličanka                                 | 15         |      |                                 |                                   |
| Lokvarka  | 1953.            | Lokvarka                                | 52         | NK   | 36 900                          | 2 290                             |
| Bukovnik  | 1959.            | Dobra                                   | 18         | BG   | 450                             | 150                               |
| Peruća    | 1960.            | Cetina                                  | 65         | NK   | 565 250                         | 20 092                            |
| Valići    | 1967.            | Rječina                                 | 35         | BG   | 600                             | 228                               |
| Sklope    | 1967.            | Lika                                    | 81         | NK   | 142 000                         | 8 639                             |
| Letaj     | 1970.            | Boljunčica                              | 35         | L    | 8 350                           | 977                               |
| Borovik   | 1978.            | Vuka                                    | 20         | NZ   | 7 950                           | 1 600                             |
| Čakovec   | 1982.            | Drava                                   | 24 16      | P NZ | 51 000                          | 10 500                            |
| Ričica    | 1985.            | Ričina                                  | 45         | NK   | 35 180                          | 2 010                             |
| Lagvić    | 1992.            | Kraljevečki potok (na Zagrebačkoj gori) | 28         | NZ   | 143                             | 18                                |
| Lešće     | 2010.            | Dobra                                   | 53         | BG   | 25 700                          | 1 460                             |

(*) P - pokretna brana, BG - betonska gravitacijska, L - lučna, NK - nasuta kamena, NZ - nasuta zemljana

## Vanjske poveznice
- Grupa autora, "Hidrotehnočke građevine - 1. dio 2012.", Građevinski fakultet Sveučilišta u Zagrebu, Zagreb 2012.[neaktivna poveznica]
- Nevenka Ožanić, "Hidrotehničke regulacije", Građevinski fakultet Sveučilišta u Rijeci, Zavod za hidrotehniku i geotehniku, Rijeka 2002.[neaktivna poveznica]

Ovaj članak uključuje tekst iz Hrvatske enciklopedije, objavljivane od  1941. do 1945. godine, koja je javno dobro.
- nasipi i brane Hrvatska tehnička enciklopedija, portal hrvatske tehničke baštine. LZMK